# Distretto (Francia)
Il distretto è stato il primo livello di suddivisione del dipartimento francese dal 1790 al 1795. Nell'organizzazione del territorio proposta da Jean-Dominique Cassini, che mirava a rendere uniforme la struttura organizzativa del territorio francese, il dipartimento poteva essere diviso al massimo in nove distretti, e ogni distretto aveva da tre a trentadue cantoni.
Nella Costituzione francese del 1795 il concetto di distretto scompare, ed è sostituito dall'arrondissement il 17 febbraio 1800.

## Istituzione dei distretti
Il 22 dicembre 1789, l'Assemblea Nazionale Costituente emise un «decreto sulla costituzione delle assemblee primarie e amministrative». Ricevuto con lettere patenti l'assenso reale da Luigi XVI, nel gennaio 1790, il decreto divenne la «legge del 22 dicembre 1789, relativa alla costituzione delle assemblee primarie e delle assemblee amministrative». Il suo preambolo dispone una «nuova divisione del regno» in dipartimenti, sia per la rappresentanza, cioè l'elezione dell'Assemblea legislativa nazionale, sia per l'amministrazione; la suddivisione di ogni dipartimento in distretti; la suddivisione di ogni distretto in «cantoni di circa quattro leghe quadrate (lieues communes de France)» che uniscono uno o più comuni. 

## Organizzazione
Ogni distretto era amministrato da una amministrazione distrettuale di dodici membri eletti dall'assemblea degli elettori del capoluogo del distretto.
Sotto il Regime del Terrore, i distretti costituivano un livello importante di organizzazione tra il potere centrale, costituito dal Comitato di Salute Pubblica, e i comuni, poiché le amministrazioni dipartimentali erano generalmente considerate sospette.

### Esplicative
1. ↑  Ad eccezione dei Vosgi, dove un decimo distretto fu creato in seguito all'annessione del principato di Salm-Salm
2. ↑  Vedi i distretti di Pont-de-Vaux, Châtillon-les-Dombes, Murat, Château-Renault e Meyrueis et Saint Pierre le Moutier
3. ↑  Vedi il distretto di Grenoble

### Fonti
1. ↑  (FR) Marie-Vic Ozouf-Marignier e Nicolas Verdier, Les mutations des circonscriptions territoriales françaises. Crise ou mutation ?, in Mélanges de l’École française de Rome - Italie et Méditerranée modernes et contemporaines, vol. 125, n. 2, Open Edition Journals, 2013, DOI:10.4000/mefrim.1462. URL consultato il 7 aprile 2021 (archiviato il 29 gennaio 2021).'
2. ↑  (FR) Constitution de la République française. Du 5 Fructidor, an III. Accepteé par le peuple., Paris, Millet - Imprimeur, 1795,  p. 9. URL consultato il 7 aprile 2021 (archiviato il 7 novembre 2017). Ospitato su https://books.google.com.do.
«5.Chaque dèpartement est distribué en cantons, chaque canton en communes.  (5.Ogni dipartimento è diviso in cantoni, ogni cantone in comuni.)»
3. ↑  (FR) Loi du 22 décembre 1789 relative à la constitution des assemblées primaires et des assemblées administratives, su legifrance.gouv.fr, Journal officiel de la République française, 22 dicembre 1789. URL consultato il 7 aprile 2021 (archiviato il 10 aprile 2021).
4. ↑  (FR) Jean-Jacques Chevallier, II, in Histoire des institutions et des régimes politiques de la France de 1789 à 1958, Classic, 9ª ed., Dalloz, 2001  [1952],  p. 84, ISBN 978-2-247-08206-3.